# Kartridż

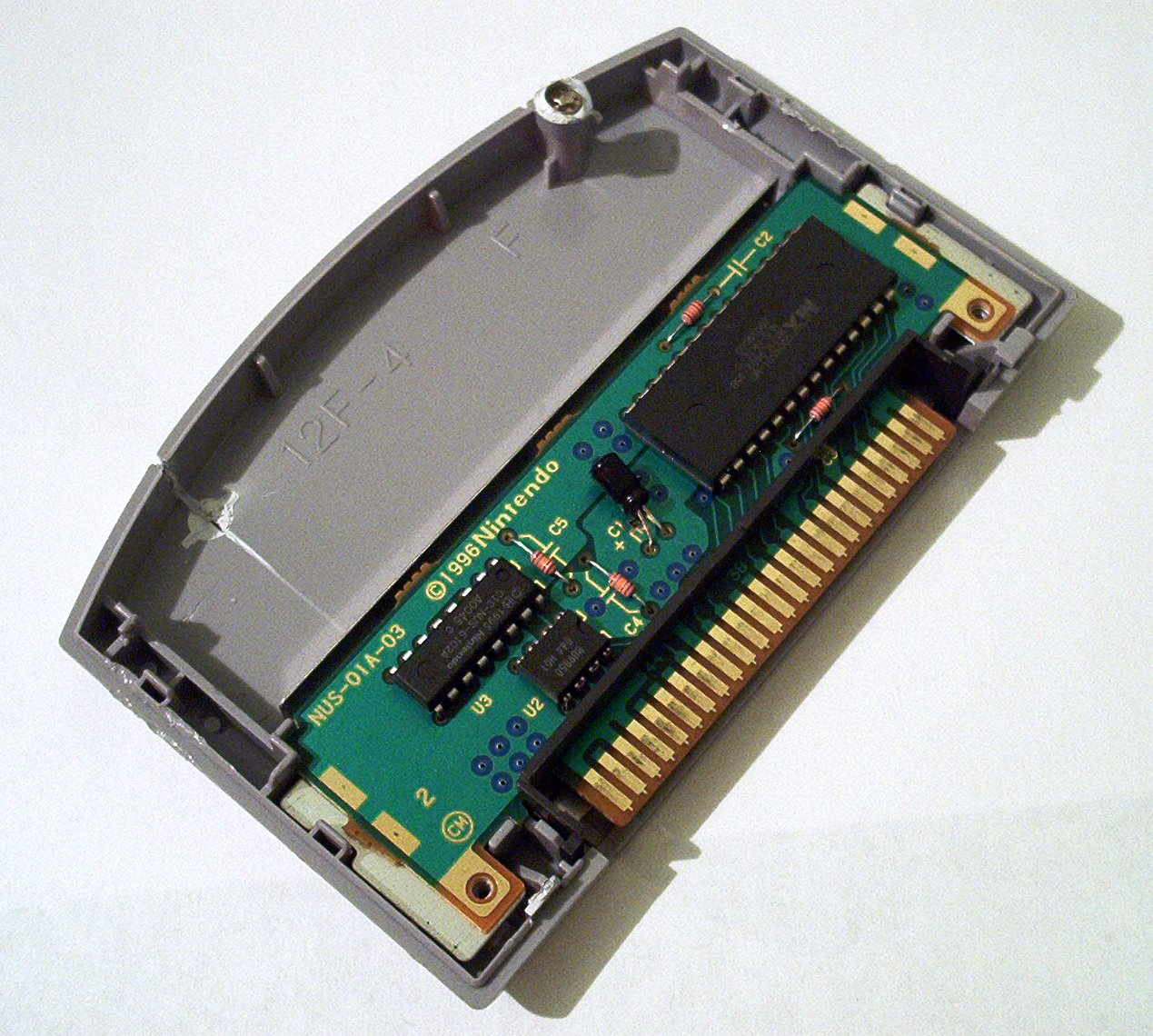
Budowa kartridża do N64

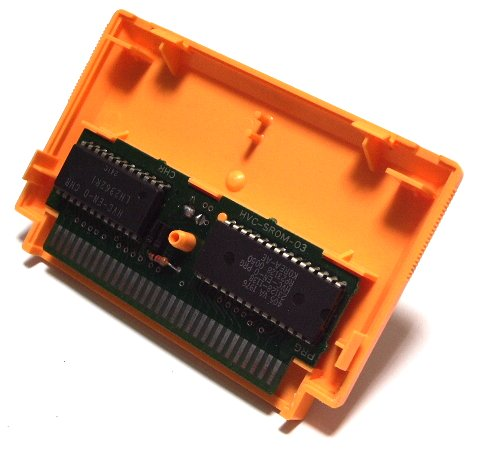
Budowa kartridża do Famicom

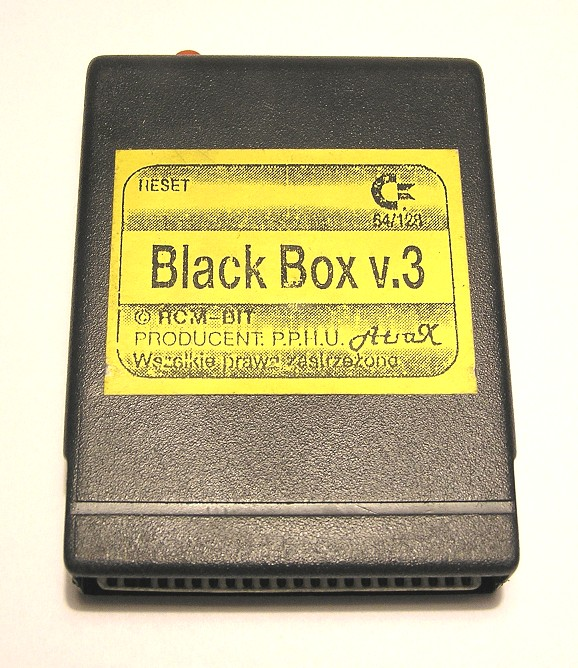
Kartridż Black Box dla C64/C128

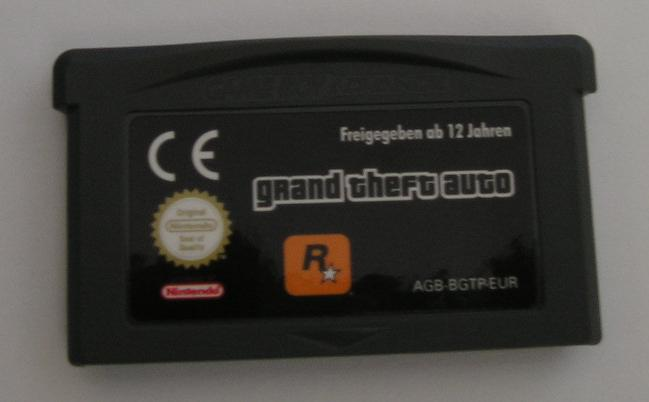
Kartridż do Game Boy Advance

Kartridż (kartrydż, ang. ROM cartridge) – nośnik danych składający się z pamięci ROM umieszczonej w obudowie z tworzywa sztucznego, zawierający program komputerowy (najczęściej grę).

## Budowa
Oprogramowanie zawarte w kartridżach jest zapisane trwale. Nie może być więc modyfikowane ani usuwane. Zawiera program właściwy, gotowy do natychmiastowego uruchomienia poprzez wczytanie go do pamięci RAM i wywołanie poprzez tzw. autorun. Z zewnątrz kartridż to plastikowe pudełko z naklejoną nalepką przedstawiającą tytuł programu, nazwę producenta programu oraz nazwę konsoli/komputera, dla którego jest przeznaczony. Z jednej strony znajduje się złącze krawędziowe, umożliwiające podłączenie do dedykowanego portu w konsoli/komputerze. Wykonania poszczególnych producentów mogą dość znacznie różnić się od siebie, zarówno budową zewnętrzną, jak i wewnętrzną. W niektórych rozwiązaniach, wewnątrz oprócz pamięci ROM, znajduje się również pomocniczy moduł pamięci RAM oraz dodatkowe układy kontrolera.
Część kartridży posiada też pamięć nieulotną modyfikowalną, do zapisywania np. stanu gry. Realizowano to montując pamięć flash, EEPROM lub niewielką pamięć RAM podtrzymywaną baterią (rozwiązanie używane przed rozpowszechnieniem pozostałych typów).

## Historia
Kartridże używane były głównie w konsolach gier wideo. Od lat 70. do późnych 90. były jedynym używanym w nich nośnikiem. Kartridże były również popularnym nośnikiem danych dla komputerów ośmiobitowych, zwłaszcza Atari i Commodore oraz komputerów standardu MSX. Pierwszą konsolą używającą kartridżów jako nośnika pamięci była Fairchild Channel F. Za opracowanie tego rozwiązania w Fairchild odpowiedzialny był zespół kierowany przez Jerry'ego Lawsona. Poszczególni producenci stosowali różne, niekompatybilne ze sobą rozwiązania. Zdarzały się też sytuacje, gdzie gry przeznaczone na jeden system, były niekompatybilne z tym samym systemem z innego regionu świata – np. NES a Famicom. Kartridże różniły się między sobą zarówno gabarytami, jak też wyglądem złącza. Oczywiście oprogramowanie na poszczególne maszyny, również było między sobą niekompatybilne. Złote lata kartridżów przypadały na lata 80., gdy bezpośrednią konkurencję dla nich stanowiły napędy taśmowe – bardziej zawodne i wymagające nieporównywalnie dłuższego czasu na załadowanie programu (program z kartridżów wczytywał się kilka sekund, podczas gdy ten sam program z „taśmy” od kilku do kilkudziesięciu minut).
Obecnie w konsolach oraz komputerach domowych kartridże zostały wyparte przez dyski optyczne (początkowo płyty CD, później DVD, a obecnie coraz częściej przez Blu-ray, jak np. w konsolach PS3 firmy Sony). W wypadku konsoli przenośnych używane są nadal przez Nintendo oraz Sony w PS Vita, gdzie zastąpiły nośniki optyczne UMD stosowane w PSP.

## Konsole używające kartridżów
Atari
- Atari 2600
- Atari 5200
- Atari 7800
- Atari XEGS
- Atari Lynx
- Atari Jaguar

Bandai
- WonderSwan
- WonderSwan Color

Fairchild Semiconductor
- Fairchild Channel F

Mattel
- Intellivision

NEC
- TurboGrafx-16/PC Engine

Nintendo
- NES/Famicom (wraz z klonami takimi jak Pegasus)
- SNES/Super Famicom
- Nintendo 64
- Game Boy
- Game Boy Color
- Game Boy Advance
- Virtual Boy
- Pokémon Mini
- Nintendo DS
- Nintendo 3DS
- Nintendo 2DS
- Nintendo Switch
- Nintendo Switch 2

Sega
- SG-1000 Mark I/SG-1000 Mark II
- Sega Master System/Sega Mark III
- Sega Mega Drive/Sega Genesis
- Sega Game Gear
- Sega Saturn

SNK
- Neo Geo
- Neo Geo Pocket

Sony
- PS Vita

Nokia
- N-Gage

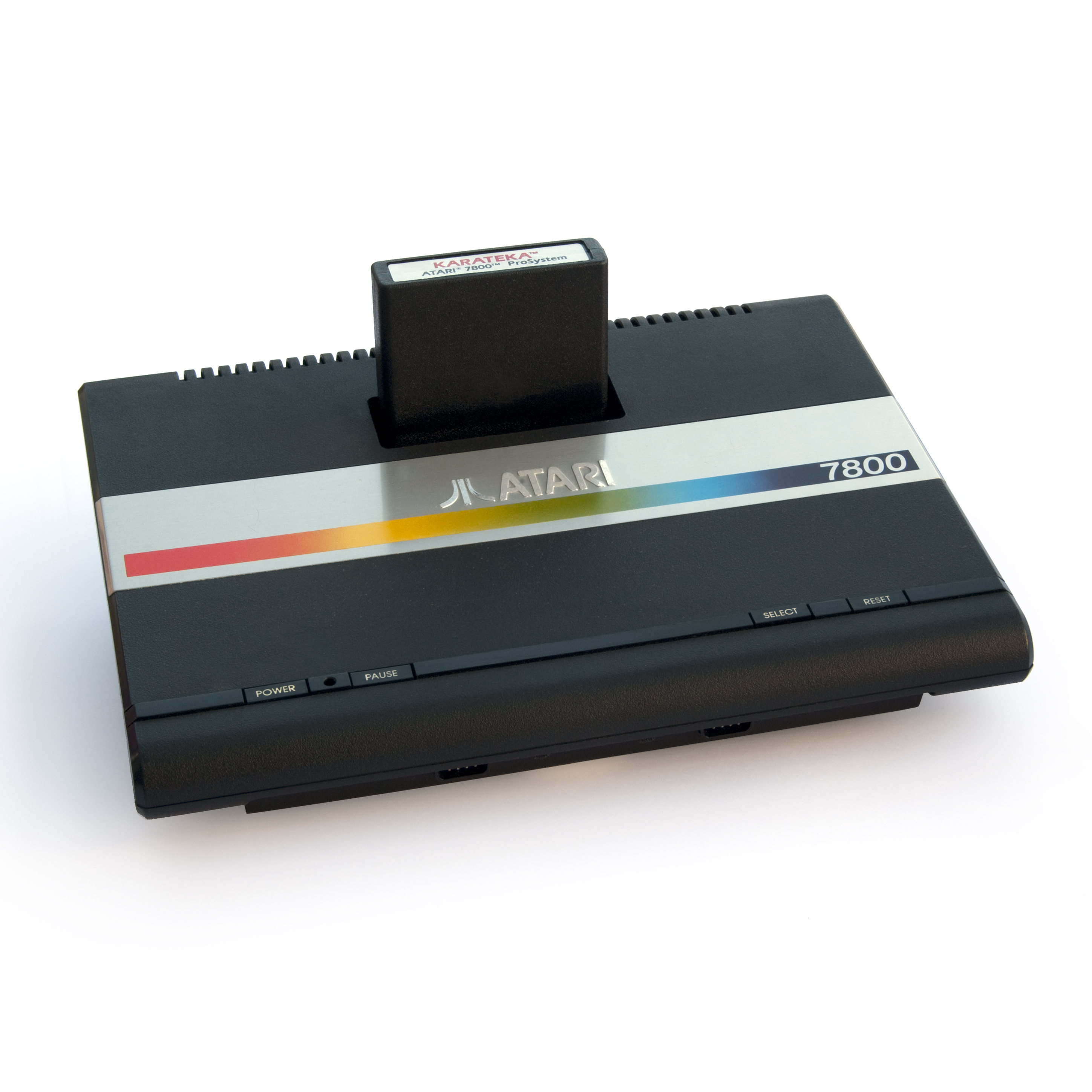
Konsola Atari 7800 z kartridżem
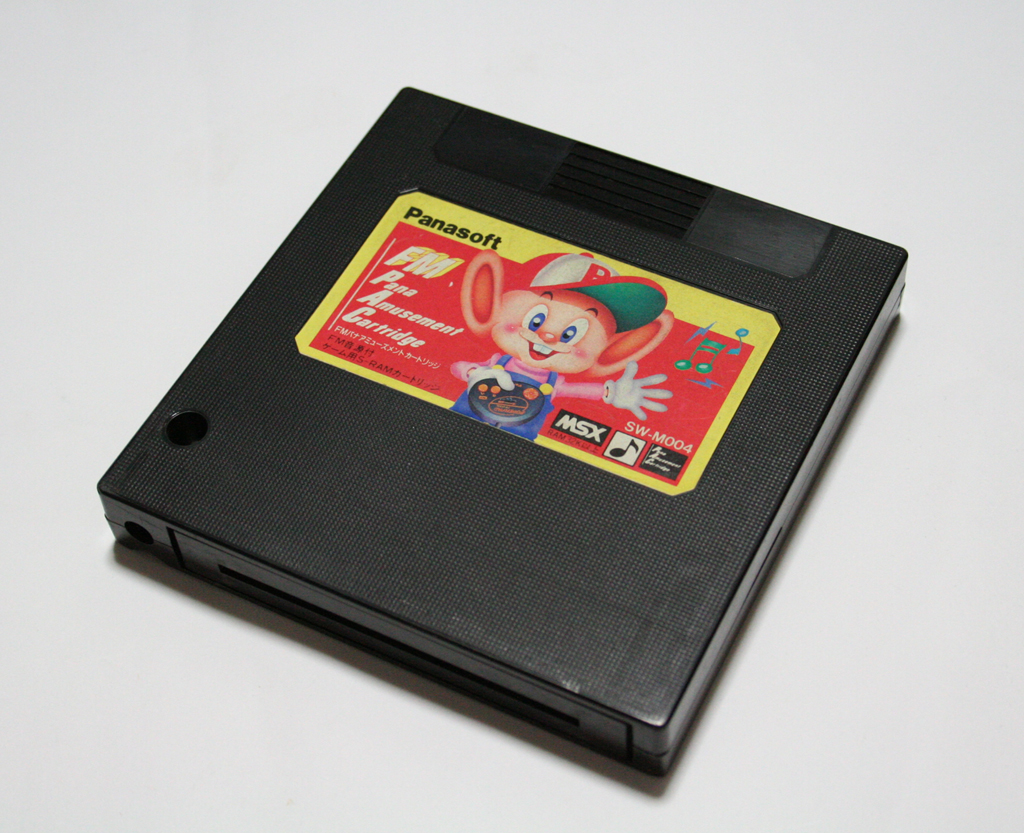
Kartridż z grą do komputera MSX
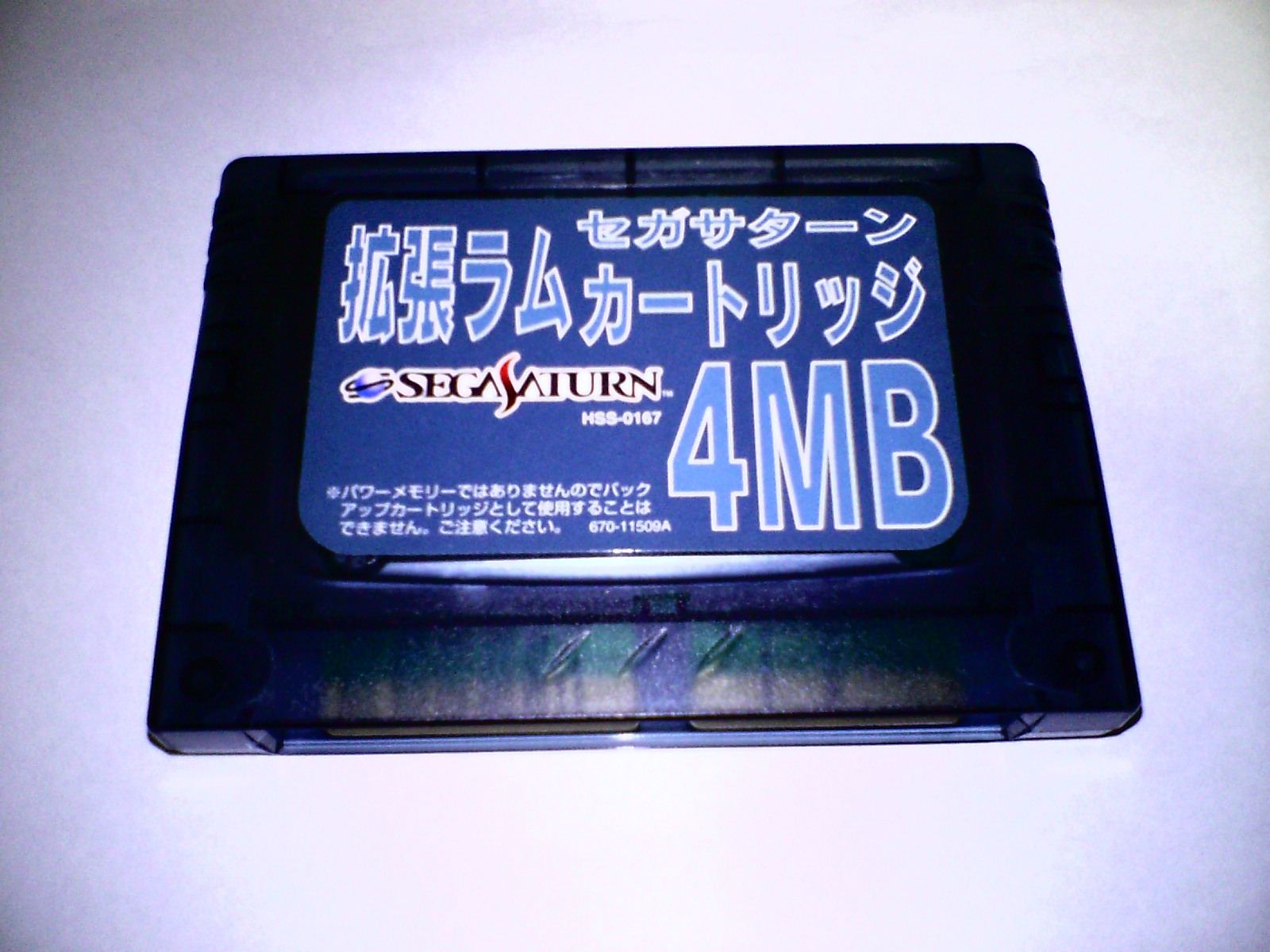
Kartridż z dodatkową pamięcią RAM 4MB dla Sega Saturn
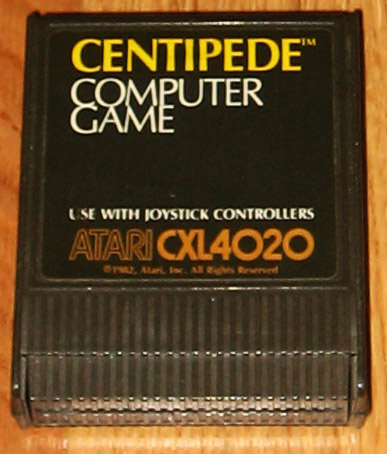
Kartridż z grą Centipede dla 8-bitowych komputerów Atari
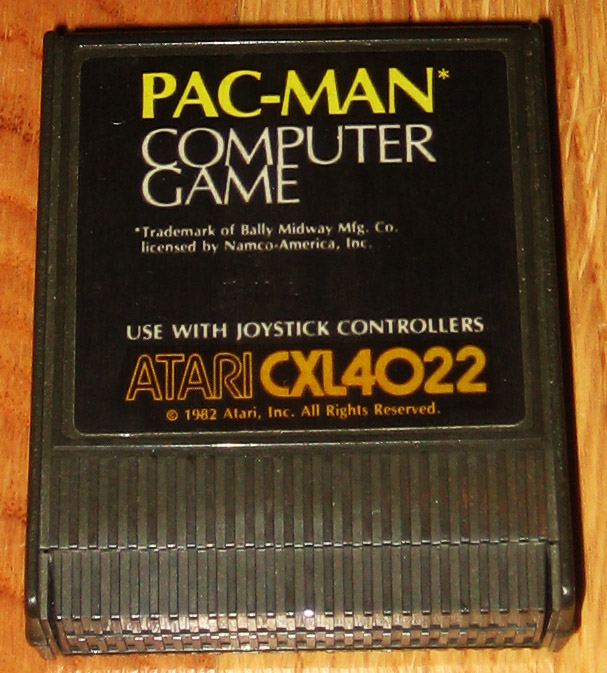
Kartridż z grą Pac-Man dla 8-bitowych komputerów Atari